# Bezirk
Bezirk (z niem., wym. [bəˈtsɪʁk]; l.mn. Bezirke) – termin pochodzący od łacińskiego circulus („krąg”), oznaczający okręg, region lub jednostkę podziału administracyjnego w krajach niemieckojęzycznych i niektórych sąsiednich. Znaczenie i funkcje jednostki typu Bezirk różnią się w zależności od kraju i kontekstu administracyjnego.

## Niemcy
W Niemczech Bezirk najczęściej oznacza podjednostkę dużego miasta (Stadtbezirk) lub jednostkę administracyjną na poziomie ponadpowiatowym (np. Regierungsbezirk). W dużych miastach, takich jak Berlin czy Hamburg, Bezirke posiadają ograniczone kompetencje samorządowe, własne rady (zwykle wybierane lokalnie) oraz burmistrzów dzielnicowych. W niektórych krajach związkowych (np. Hesja, Nadrenia-Palatynat) funkcjonują tzw. Ortsbezirke, które obejmują także mniejsze gminy. W byłej Niemieckiej Republice Demokratycznej w latach 1952–1990 Bezirk był podstawową jednostką podziału administracyjnego, zastępującą tradycyjne kraje związkowe.

### Jednostki historyczne
W czasie II wojny światowej nazistowskie Niemcy utworzyły specjalne jednostki administracyjne określane jako Bezirk, np. Bezirk Białystok. Jednostki te były podporządkowane władzy okupacyjnej i nie posiadały samodzielności.

## Austria
W Austrii termin Bezirk ma kilka znaczeń. Bezirkshauptmannschaft to urząd administracyjny reprezentujący rząd krajowy lub kraj związkowy na poziomie lokalnym. Obszar przez niego zarządzany także nazywany jest Bezirk. Miasta takie jak Wiedeń i Graz są podzielone na Stadtbezirke, które posiadają własne wybierane organy przedstawicielskie. W systemie sądownictwa kraj dzieli się również na Gerichtsbezirke – sądowe okręgi rejonowe.

### Jednostki historyczne
Pod zaborem austriackim, termin Bezirk był używany dla jednostek (w liczbie 179) w obrębie cyrkułów, porównywalnych do szczebla powiatowego w latach 1854–1867. Odkąd do urzędów administracji wszedł język polski, jednostki większe, utworzone wskutek reformy 1867 (w liczbie 74) w historiografii polskiej zazwyczaj nazywa się powiatami.
W krótkm okresie 1850–1854 jednostki typu powiatowego w obrębie trzech okręgów rządowych nazywano Bezirkshauptmannschaften.

## Szwajcaria
W Szwajcarii Bezirke to jednostki podziału administracyjnego obowiązujące w niektórych kantonach. Ich funkcje i struktura zależą od przepisów danego kantonu. Przykładowo w kantonie Schwyz Bezirke mają częściową autonomię i własne zgromadzenia ludowe (Landsgemeinde).

## Włochy
W autonomicznych prowincjach Trydent i Górna Adyga (Południowy Tyrol) funkcjonują Bezirksgemeinschaften – wspólnoty okręgowe (comunità comprensoriali), stanowiące jednostki współpracy międzygminnej.

## Literatura
- Krochmal, Anna (2015). Źródła kartograficzne i historyczne do podziałów administracyjnych Galicji (1772–1918). Miscellanea Historico-Archivistica, (22), 219-235.
- Krasuski, J. (2008). Historia Niemiec.
- Mann, G. (2007). Niemieckie dzieje w XIX i XX wieku. Stowarzyszenie Wspólnota Kulturowa „Borussia”.
- Szwarc W., Model pruskiego sądownictwa administracyjnego w II poł. XIX w. na tle historycznym, „Annales UMCS” sectio G 1988, vol. 35.